# Сквер Мустая Карима (Уфа)
Сквер имени Мустая Карима — сквер в честь поэта Мустая Карима на Профсоюзной площади Ленинского района города Уфы. Сквер часто используется как спот для скейтбординга.

## История
Открыт 10 октября 2013 года вместе с памятником Мустаю Карима после реконструкции сквера Профсоюзной площади перед Дворцом профсоюзов. В 2016 году приобрёл нынешний вид.
В сквере установлены памятник Мустаю Кариму скульптора А. Н. Ковальчука и архитектора С. З. Илембетова, обращённый к перекрёстку улиц Мустая Карима и Кирова, а также два фонтана.

## Галерея

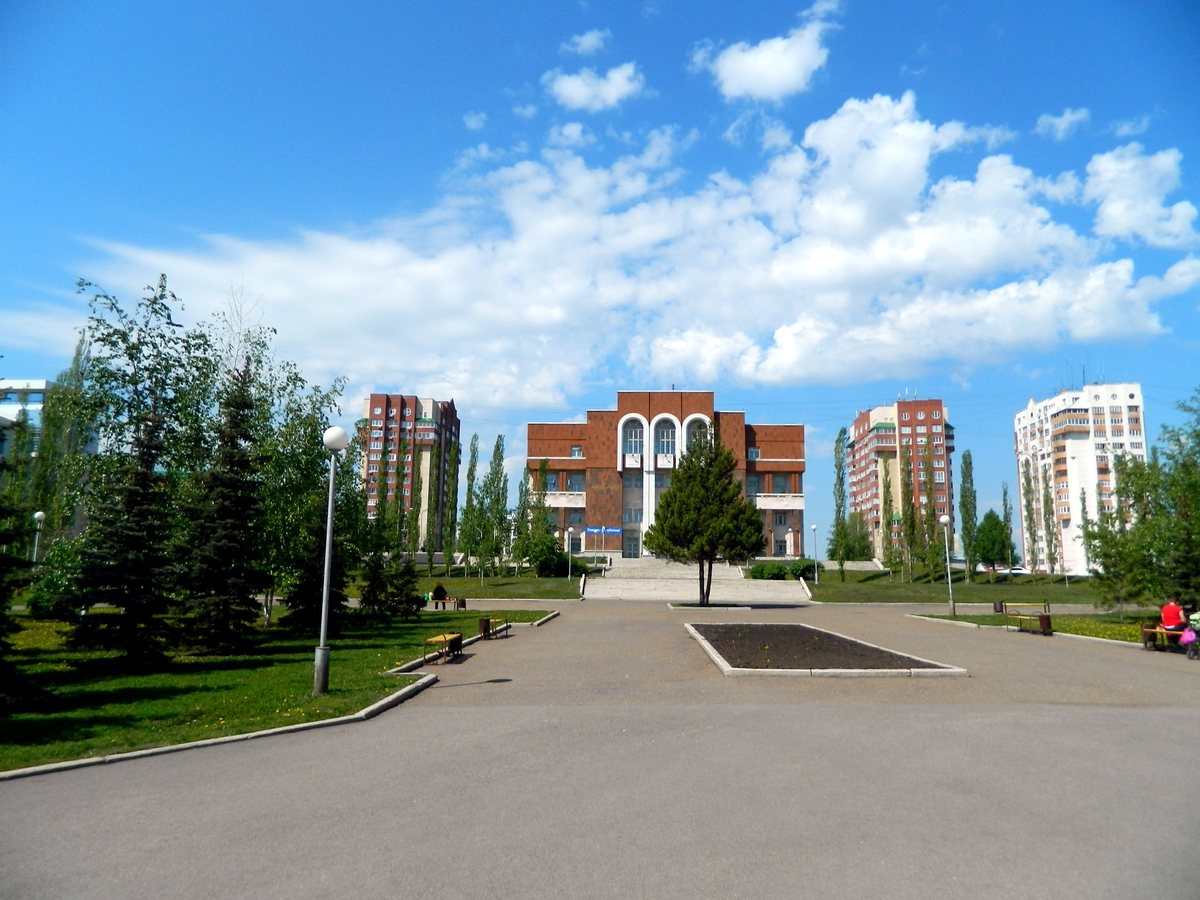
Сквер на Профсоюзной площади до реконструкции
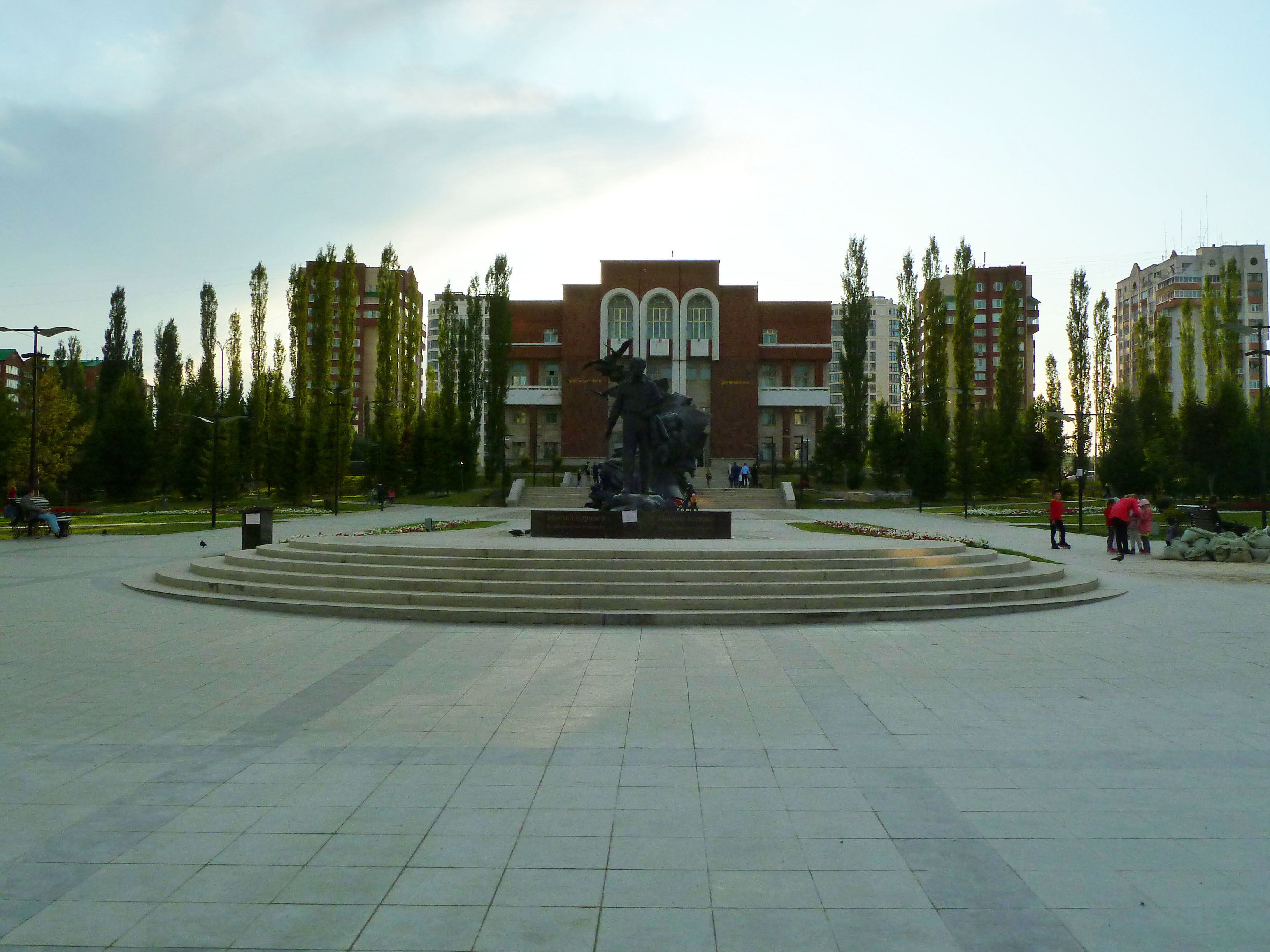
Памятник Мустаю Кариму и сквер после реконструкции
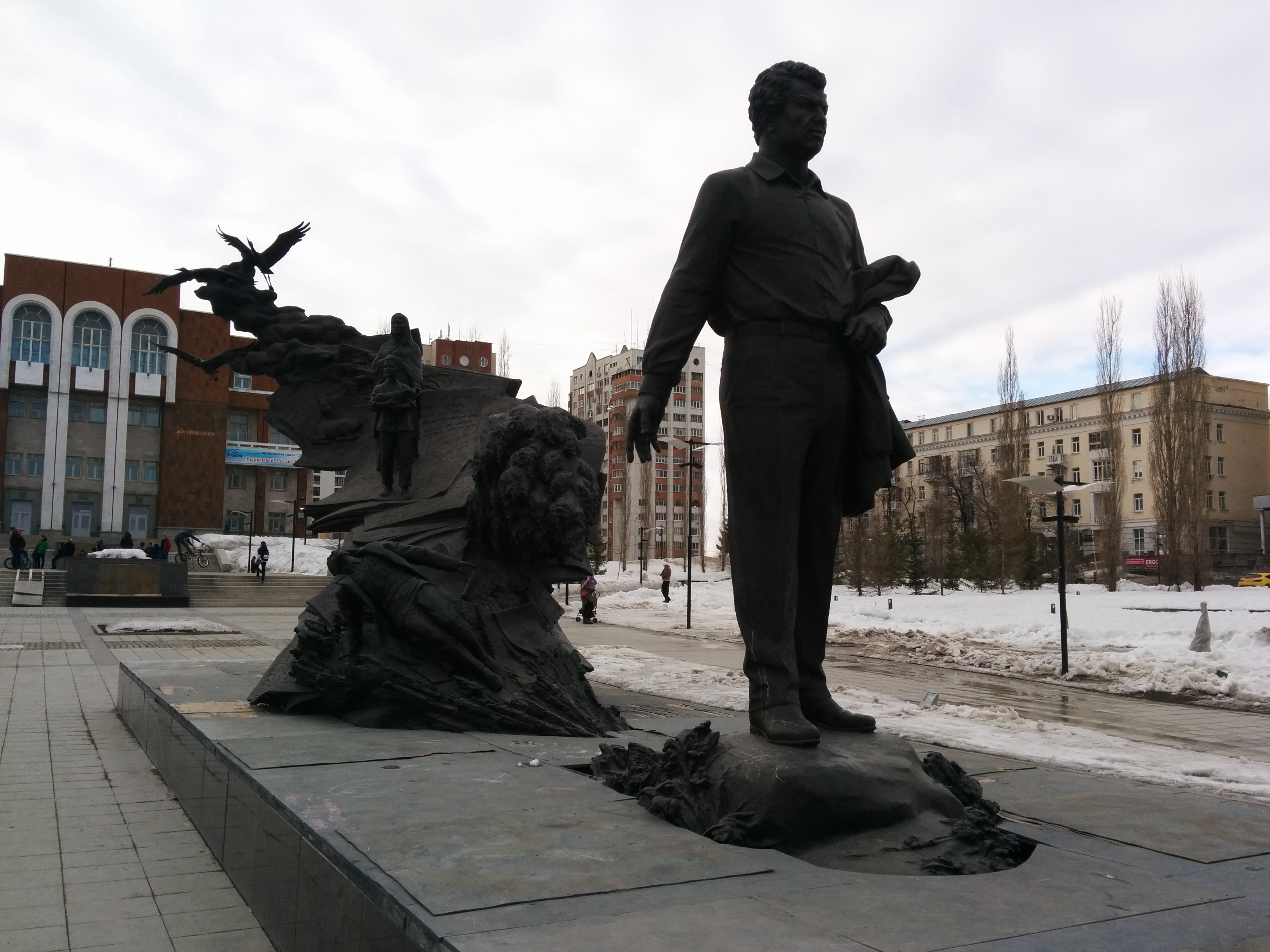
Памятник Мустаю Кариму
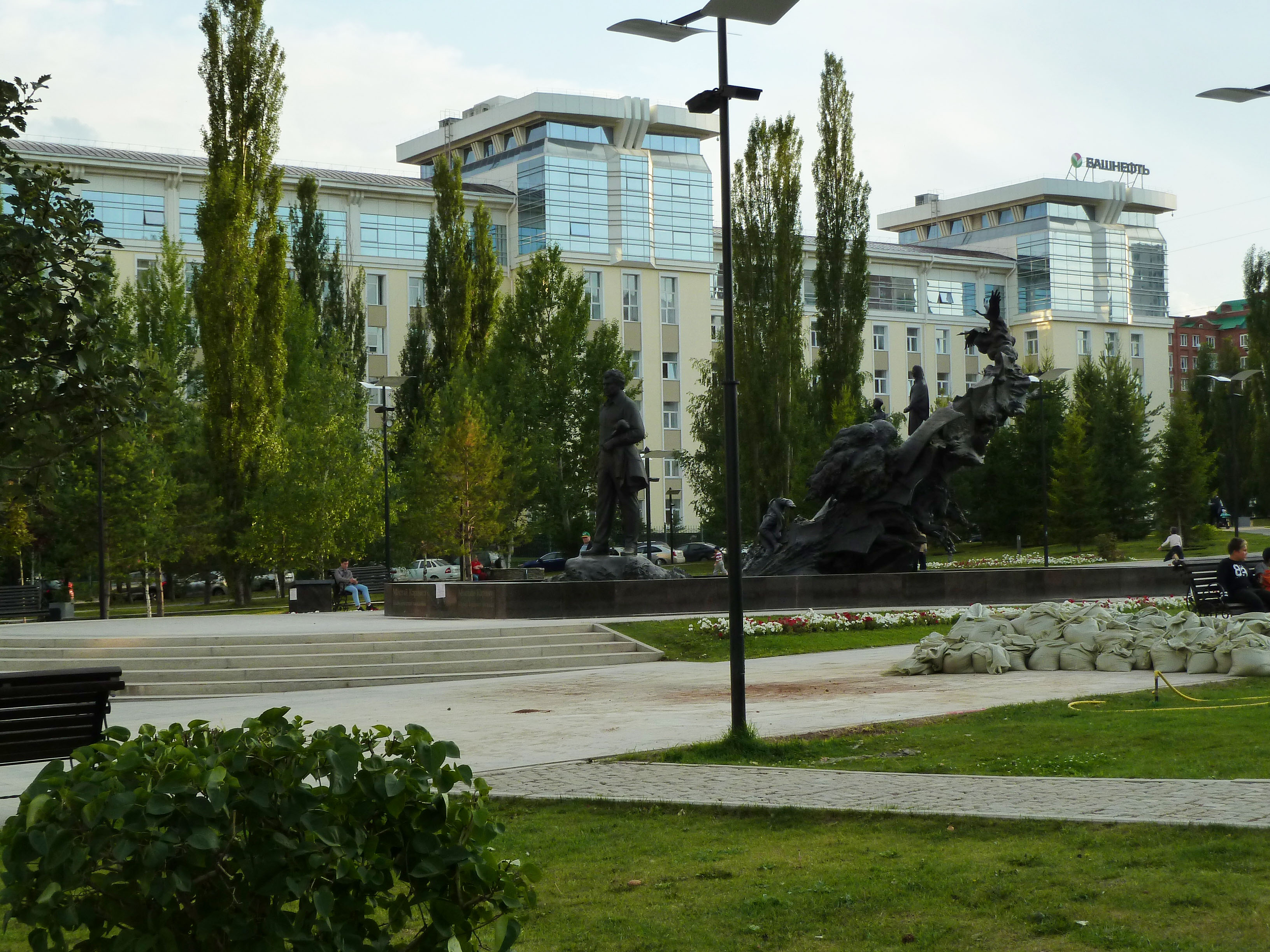
Памятник Мустаю Кариму и сквер после реконструкции